# Митхамайн (подокруг)
Митхамайн (бенг. মিটামইন, англ. Mithamain) — подокруг на северо-востоке Бангладеш в составе округа Кишоргандж. Административный центр — город Митхамайн. Площадь подокруга — 222,92 км². По данным переписи 1991 года численность населения подокруга составляла 108 204 человека. Плотность населения равнялась 485 чел. на 1 км². Уровень грамотности населения составлял 15,6 %. Религиозный состав: мусульмане — 90,31 %, индуисты — 9,07 %, христиане — 0,12 %, буддисты — 0,12 %, прочие — 0,38 %.